# Nové Mesto nad Váhom
Nové Mesto nad Váhom är en stad i distriktet Nové Mesto nad Váhom i regionen  Trenčín i västra Slovakien.

## Geografi
Staden ligger på 195 meters höjd och har en area på 32,58 km². Den har ungefär 20 100 invånare (2017).